# Вигурівське кладовище
Ви́гурівське кладови́ще — некрополь у Деснянському районі міста Києва. Призначався для поховання мешканців села Вигурівщина. На сучасному місці виникло не пізніше XVIII століття. Облік поховань ведеться з 1999 року. Закрите для масових поховань з 2009 року, дозволено підпоховання у родинну могилу.
На території кладовища знаходяться військовий меморіал (братська могила загиблих у боях Другої світової війни). Також у Вигурівщині в 1933—1982 роках на кутку Хутір існувало кладовище, яке було закрите в 1982 році, а поховання були перенесені на 63-ю дільницю Лісового кладовища. Сучасна прив'язка — незабудована територія між будинками Драйзера 4а, Драйзера 6а, колишньою ДАІ, церквою Миколи Чудотворця, пам'ятним знаком жертвам Голодомору, та стадіоном.